# IC 713
IC 713 — галактика типу NF (в процесі підтвердження) у сузір'ї Лев.
Цей об'єкт міститься в оригінальній редакції індексного каталогу.